# بربيتاوات أمريكية
البربيتاوات الأمريكية (الاسم العلمي: Capitoninae) هي أسرة من الطيور تتبع الفصيلة البربيتية من رتبة نقاريات الشكل.

## أجناس البربيتاوات الأمريكية
- البربيت